# Літній Борок
Літній Борок (рос. Летний Борок) — присілок в Печорському районі Псковської області Російської Федерації.
Населення становить 2 особи. Входить до складу муніципального утворення Новоізборська волость.

## Історія
Від 2015 року входить до складу муніципального утворення Новоізборська волость.

## Населення
| 2001 | 2002 | 2010 |
| ---- | ---- | ---- |
| 9    | ↘8   | ↘2   |